# Odanak (réserve indienne)
Odanak (officiellement : Odanak 12) est une réserve autochtone canadienne du Québec située dans la région du Centre-du-Québec. Anciennement nommée Saint-François-de-Sales, elle est habitée par la bande d'Odanak, qui fait partie de la nation des Abénakis. 

## Toponymie
Nommé Arsikantegouk en abénaqui (rivière à la cabane vide) au moment de la colonisation, le nom Odanak, signifiant « au village », n'apparut qu'au début du XXe siècle .

## Histoire

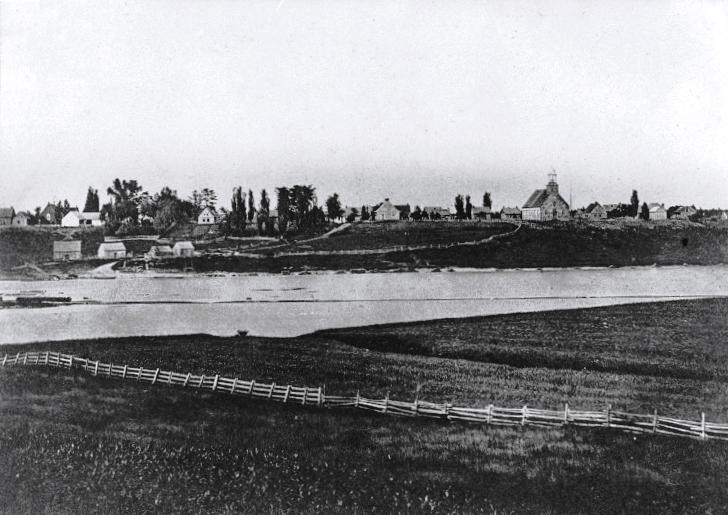
Village des Abénaquis, Pierreville, vers 1910.

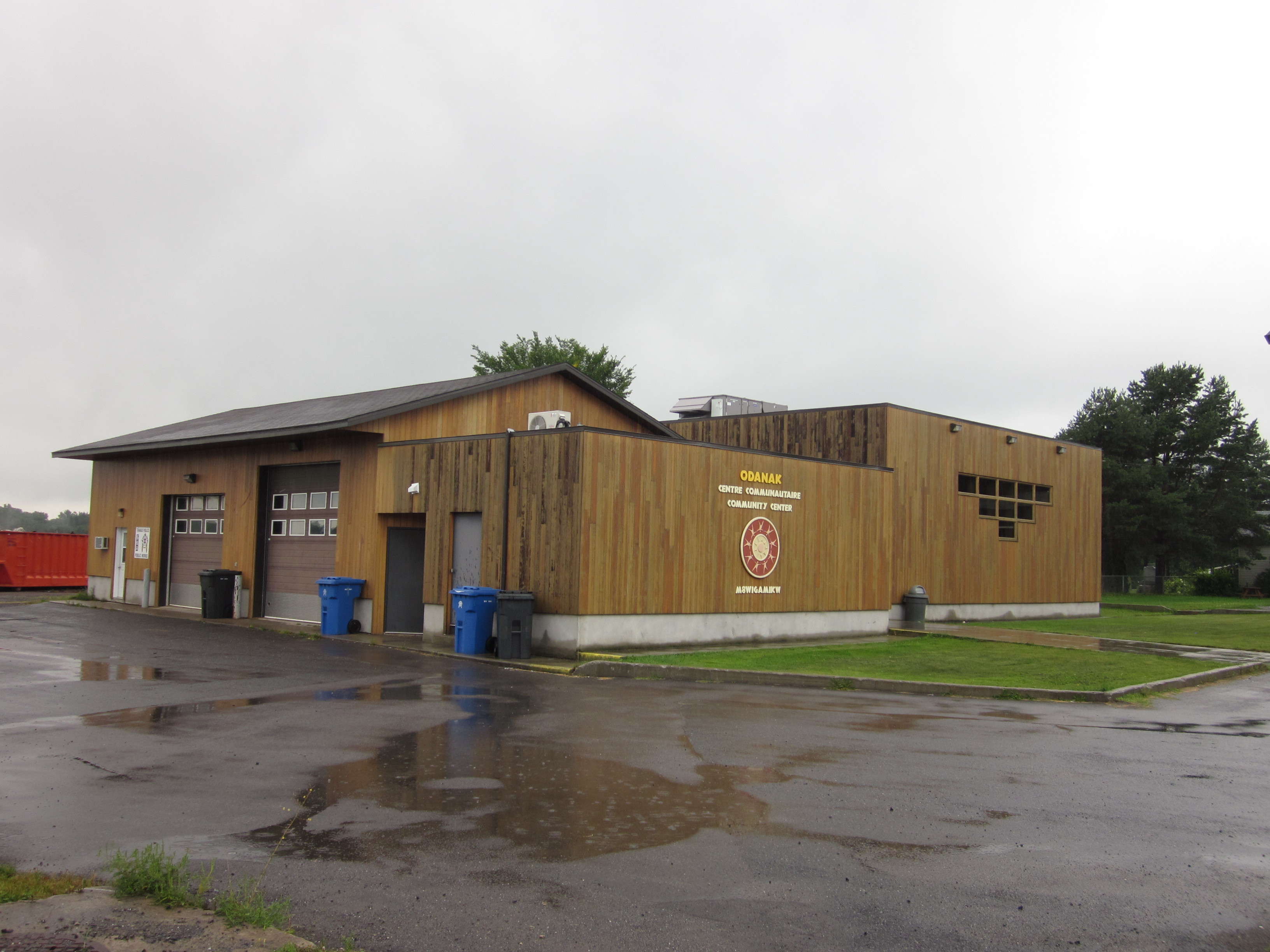
Centre communautaire d'Odanak.

Au début de l'an 1000 ap. J.-C., un peuple parlant la langue iroquoise s'est installé le long du fleuve Saint-Laurent, où il pratiquait l'agriculture avec la chasse et la pêche. Des recherches archéologiques ont révélé que vers 1300, ils ont construit des villages fortifiés identifiables comme similaires à ceux observés et décrits par l'explorateur français Jacques Cartier dans le milieu du XVIe siècle, quand il visita Hochelaga et Stadaconé.
En 1600, cependant, les villages et les populations quittent la région. Depuis les années 1950, les historiens et les anthropologues trouvent des preuves archéologiques et linguistiques pour développer un consensus selon lequel les gens formaient un groupe distinct, qu'ils ont appelé Iroquoiens du Saint-Laurent. Ils parlaient le laurentien et ils étaient séparés de la puissante confédération des nations iroquoises qui s'est développée dans l'actuel État de New York. Ils ont été chassés de leurs demeures dans l'État du Maine en 1690, durant la guerre du Roi Philip et sont relocalisés à Saint-François-du-Lac.
Le village, qui a été fondé vers 1670 par les Abénaquis vivant dans la vallée du Connecticut, était appelé à l'origine Arsikantegouk, qui signifie « rivière à la cabane vide », qui est le nom de la rivière Saint-François dans cette langue. Quand la mission abénaquise située sur la rivière Chaudière se déplace à Odanak, le village et la rivière prennent le nom de cette dernière, « Saint-François ». L’habitude d’appeler le village « Odanak », qui signifie « au village », s'est implantée au début du XXe siècle. En 1916, le bureau de poste prend ce nom.
Après l'abandon par les Indiens de la mission Jésuites de Sillery, une nouvelle mission est créée en 1683 à la confluence de la rivière Chaudière et du fleuve Saint-Laurent, nommée la mission Saint-François-de-Sales ou mission du Sault de la Chaudière à cause de la proximité des Chutes de la Chaudière et étant le point le plus au nord de la route Chaudière-Kennebec.

### Guerre de la Conquête
Le village sera détruit le 4 octobre 1759 par les troupes Rangers du major Robert Rogers. La population est en partie décimée. Les Rangers sont partis de la baie Missisquoi. Le 2 novembre, Bourlamaque, basé sur l'île aux Noix et surveillant la frontière du lac Champlain, y envoie des Amérindiens, suivis de réguliers et de miliciens. Jean-Daniel Dumas, accompagné par un groupe de miliciens et d'Amérindiens était parti de Trois-Rivières le lendemain de l'attaque à la poursuite des ennemis qui avaient détruit Odanak. Huit jours après avoir attaqué le village, poursuivis de près par les Franco-Indiens, les Rangers atteignent le lac Memphrémagog, se séparent en petits groupes et repartent vers le sud, en direction des colonies britanniques où ils seront en sécurité. Beaucoup de Rangers sont capturés et tués, car ils avaient détruit le village en massacrant une trentaine d'Abénaquis, dont beaucoup de femmes et d'enfants. Ils avaient de plus capturé deux garçons et trois filles. « Deux des prisonniers, un petit garçon et une jeune femme, connaîtront une expérience vraiment horrible. Les deux Abénaquis sont conduits par un groupe de cinq hommes vers la baie Missisquoi, où Rogers a caché plusieurs baleinières en se rendant à Odanak. Pendant le trajet, les Rangers sont à court de vivres ; ils tuent le petit garçon et commencent à le manger, puis deux d'entre eux se divisent le reste pour le manger plus tard. » Robert Rogers, épuisé et affamé, réussit à se rendre en radeau au Fort no 4 (aujourd'hui Charlestown, New Hampshire) sur la rive du fleuve Connecticut. L'attaque des Anglais a été perpétrée pour se venger des raids que les Abénaquis avaient effectué avec leurs alliés français en Nouvelle-Angleterre. Cependant, c'est surtout parce que les Abénaquis d'Odanak avaient refusé les offres de Johnson, le 22 août 1759, de rester neutre dans cette guerre que les Anglo-Américains décident de détruire le village.

### Révolution américaine
Durant la Révolution américaine, les résidents d'Odanak essaient de rester neutres mais sont surveillés par une quarantaine de soldats britanniques qui occupent Odanak sur ordre des dirigeants Guy Carleton et son successeur Frederick Haldimand. Il est interdit aux Abénaquis de traverser la frontière vers le sud pour aller vers leurs lieux de chasse ancestraux mais plusieurs familles quittent le village : environ 45 familles s'installent temporairement près du lac Memphrémagog et sont autorisées par le colonel américain Timothy Bedel et son supérieur Philip Schuyler à aller vers le sud et s'installer à Coös (Place des pins blancs), aujourd'hui Newbury (Vermont) et Haverhill (New Hampshire) sur les rives de la Vallée du haut fleuve Connecticut . La voie entre Coös et Odanak devient un passage ou de nombreux Abénaquis circulent presque librement, au grand désappointement des Britanniques.

### Réserves satellites
En 1805, pour ne pas avoir pris les armes contre le Canada britannique, une réserve de 8 000 acres (32,3 km2) est concédée pour des réfugiés indiens dans le canton de Durham, près de l'actuel village de L'Avenir. Plus tard, une autre réserve de 2 722 acres (11 km2) est concédée en 1853 aux abords du Petit lac Saint-François dans le canton de Coleraine.

### Protestantisme
En 1829, l'American Board of Commissioners for Foreign Missions (ABCFM) lance une mission à Saint-François-de-Sales, futur Odanak, dans le but de convertir les Abénakis, alors tous catholiques, au protestantisme. Elle emploie un homme originaire de la communauté, Pierre-Paul "Peter Paul" Osunkhirhrine dit Masta (en abénakis : Pial Pol Wzokhilain), tout juste gradué du Dartmouth College de Hanover, au New Hampshire. Après avoir été missionnaire et maître d'école, il est ordonné pasteur en 1835. En 1837, il fonde l'Église congrégationaliste méthodiste de Saint-François-de-Sales et érige une chapelle,. La principale langue européenne parlée dans le village étant le français, il reçoit occasionnellement l'aide de protestants francophones comme les pasteurs Jean-Emmanuel Tanner, Cyrille Côté et Joseph de Mouilpied, et possiblement aussi de la missionnaire Henriette Feller. 
En 1858, le pasteur anglican Mouilpied de Sorel entre en relation avec la communauté protestante abénakise. Par la suite, des pourparlers sont engagés avec la mission pour qu'elle joigne l'Église anglicane. En 1865, la communauté, auparavant méthodiste, devient membre de l'Église d'Angleterre, qui donnera plus tard naissance à l'Église anglicane du Canada. L'année suivante, une nouvelle église est construite pour la congrégation. Bien que fonctionnant en abénakis, en français et anglais, la paroisse est desservie pendant de nombreuses années par des ministres canadiens-français. Aujourd'hui, la St. Francis' Anglican Church d'Odanak est principalement anglophone.  
Entre 1884 et 1915 a également existé à Odanak une communauté protestante adventiste, sous la direction du pasteur abénakis Peter "Pierre" Emmett. Elle faisait partie de l'Advent Christian Church (en) et était dotée de sa propre chapelle. À sa dissolution, ses membres se joindront à l'église anglicane du village.  
En 1903, la réserve de Saint-François-de-Sales comptait 76 % de catholiques et 24 % de protestants, soit 15 % d'anglicans et 9 % d'adventistes. 

## Géographie
Le territoire est morcelé en plusieurs parties dont la principale est situé sur la rive droite de la rivière Saint-François.

### Lieu-dit
- Adalômkamek[8]

## Démographie

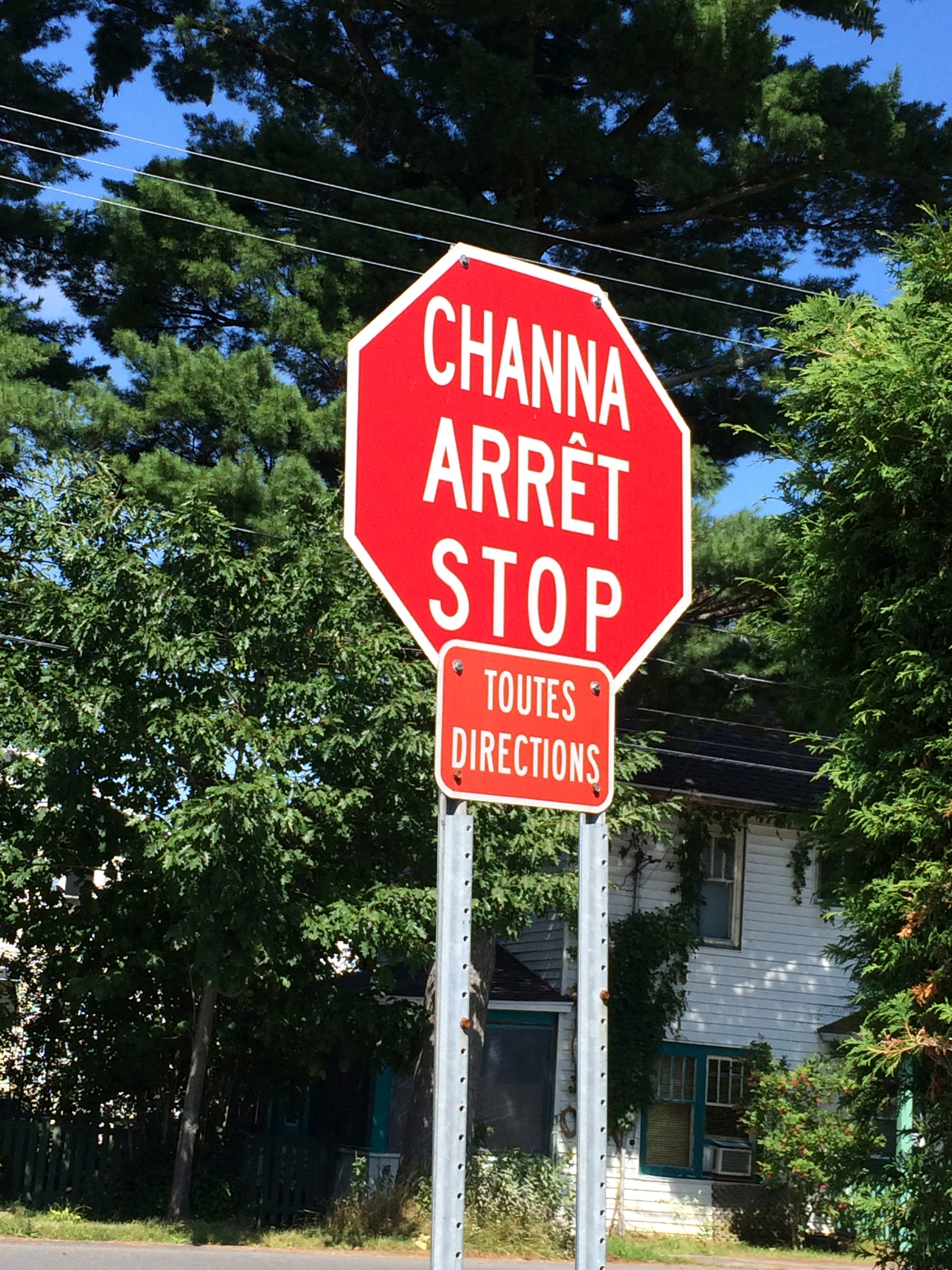
Signalisation routière trilingue : abénaqui, français et anglais.

La population de la Première Nation d'Odanak est de 2 466 personnes en 2017, bien que le nombre de personnes résidant sur la réserve d'Odanak est nettement inférieur. Le tableau ci-dessous détaille l'évolution de la population sur la réserve.
| 1991 | 1996 | 2001 | 2006 | 2011 | 2016 | 2021 |
| ---- | ---- | ---- | ---- | ---- | ---- | ---- |
| 333  | 392  | 425  | 469  | 457  | 449  | 481  |

| Langue              | Population | Pct (%) |
| ------------------- | ---------- | ------- |
| Français seulement  | 410        | 88,17 % |
| Anglais seulement   | 55         | 11,83 % |
| Français et anglais | 0          | 0,00 %  |
| Autres langues      | 0          | 0,00 %  |

## Gouvernance
La réserve d'Odanak possède son propre conseil de bande, comme toutes les communautés des Premières Nations du Québec, mais partage aussi quelques-unes de ses responsabilités avec le Grand Conseil de la Nation Waban-Aki qu'elle a en commun avec la communauté sœur de Wôlinak.
Les responsabilités du Grand Conseil Waban-Aki, situé à Wolinak sont les infrastructures, les immobilisations, l'urbanisme, l'inspection des bâtiments, les revendications territoriales, les consultations territoriales et les services sociaux.

### Politique
Odanak est incluse dans les circonscriptions électorales suivantes : 
- Circonscription fédérale : Bécancour—Nicolet—Saurel—Alnôbak
- Circonscription provinciale : Nicolet-Bécancour

## Culture et tourisme

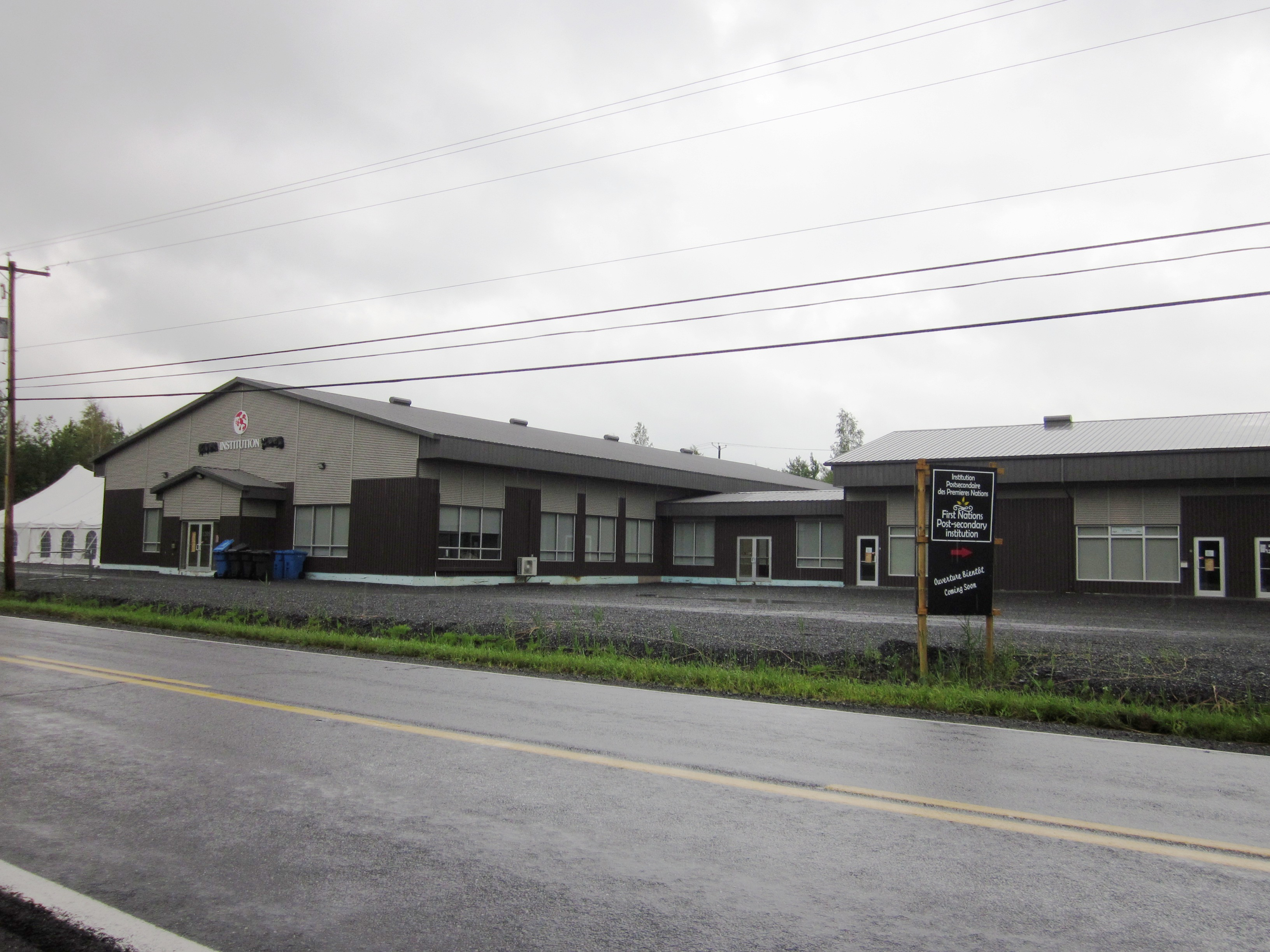
L'Institution Kiuna, un centre d'études collégiales.

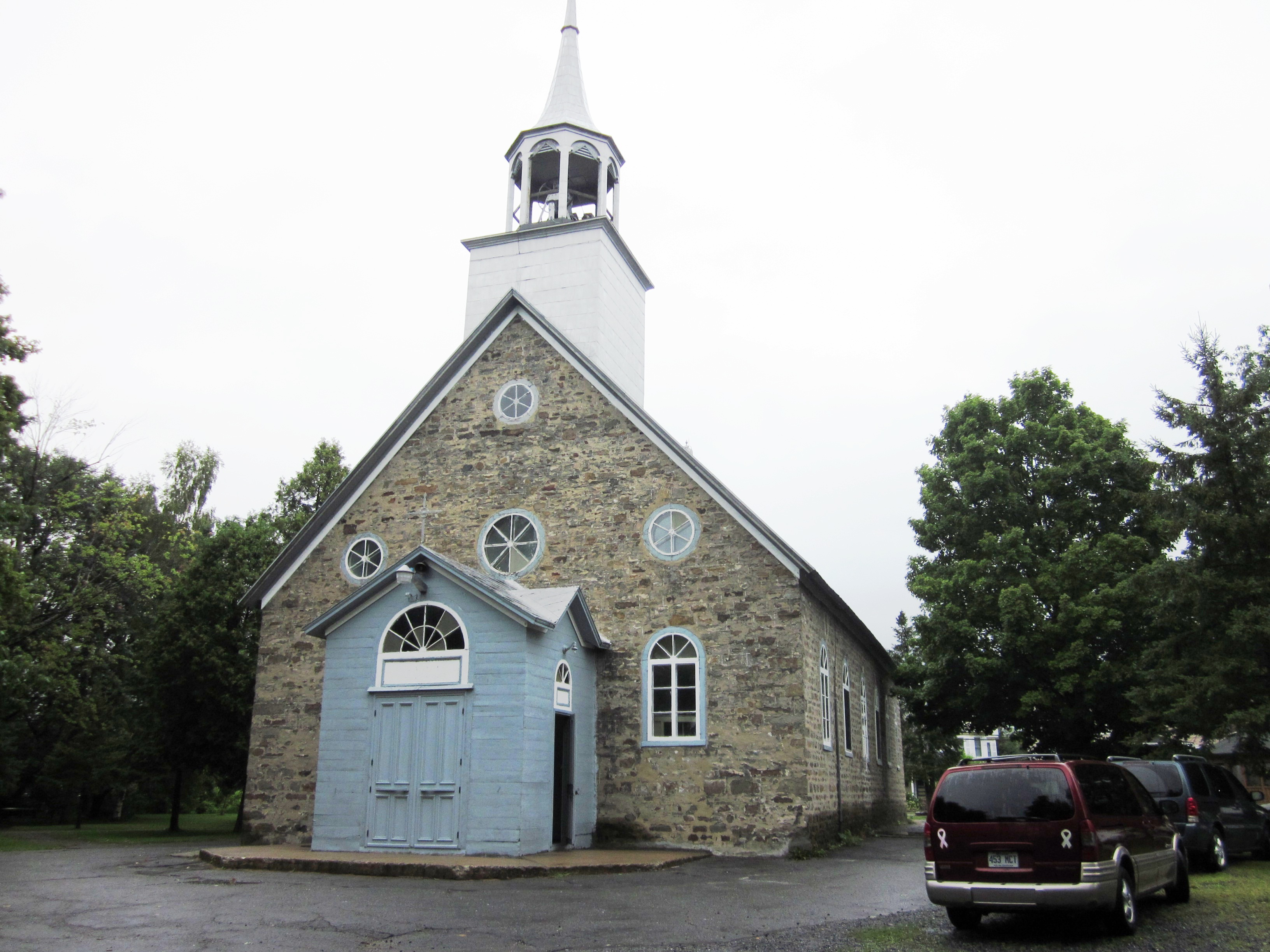
Église Saint-François-de-Sales

- On retrouve à Odanak le musée des Abénakis. Fondé en 1965, il est le plus vieux musée consacré à la culture autochtone au Québec[13].
- L'église catholique actuelle qui a été construite en 1826
- Boutiques d'artisanat local

## Organismes
Le 22 août 2011 l'Institution Kiuna, le premier cégep consacré à l'éducation des autochtones du Québec depuis la fermeture du collège Manitou ouvre ses portes à Odanak. Il offre des cours pour une soixantaine d'étudiants tant dans le programme Sciences humaines - Premières nations, Social Sciences - First Nations que dans des attestations d'études collégiales. Dès 2017, Kiuna offrira également un programme de journalisme en collaboration avec le cégep de Jonquière.

## Personnalités

### Culturelles
- Jean-Paul Nolet (1924-2000), ancien animateur de radio et de télévision a grandi sur la réserve d'Odanak.
- Alanis Obomsawin, née à Lebanon, au New Hampshire. Alanis est très malade à l'âge de six mois sur la réserve d'Odanak et est envoyée vivre chez sa tante. Sa mère et son père la retrouvent plus tard où ils vécurent 9 ans[17],[18],[19],[20],[21].
- Christine Sioui-Wawanoloath, a grandi à Odanak et y est de retour depuis 2008.
- Guy O'Bomsawin, journaliste, chanteur

### Politiques
- Rick O'Bomsawin, chef actuel
- Alexis Wawanoloath, ex-conseiller et ancien député péquiste d'Abitibi-Est
- Evelyn O'Bomsawin, militante féministe et première femme élue au Conseil des Abénakis.